# Феликс Клайн
Феликс Кристиан Клайн (на немски: Felix Christian Klein; * 25 април 1849 в Дюселдорф; † 22 юни 1925 в Гьотинген) е германски математик. Постига големи успехи в геометрията.

## Биография
Следва в Бон при Рудолф Липшиц и Юлиус Плюкер и става техен асистент. Прави докторат през 1868 г. при Рудолф Липшитц. През 1872 г. е професор в Ерланген, а от 1875 г. - в Техническия университет в Мюнхен, където се жени за Ана Хегел, внучка на Георг Вилхелм Фридрих Хегел.
През 1880 г. е професор по геометрия в Лайпциг. През 1886 г. е професор в Гьотинген, където остава до смъртта си през 1925 г.
В негова чест са организирани наградата Felix Klein Prize и медала Felix Klein Medal.

## Произведения
- „Vorlesungen über das Ikosaeder und die Auflösung der Gleichungen vom fünften Grade“, B. G. Teubner, Leipzig 1884
- „Nicht-Euklidische Geometrie“ (2 Teile), B. G. Teubner, Leipzig 1890

mit Fricke: „Vorlesungen über die Theorie der elliptischen Modulfunktionen“ (2 Bände), B. G. Teubner, Leipzig 1890 und 1892
- Със Зомерфелд: „Über die Theorie des Kreisels“ (4 Hefte), B. G. Teubner, Leipzig 1897–1910

mit Fricke: „Vorlesungen über die Theorie der automorphen Funktionen“ (2 Bände), B. G. Teubner, Leipzig 1897 bis 1912
- „Elementarmathematik vom höheren Standpunkt aus“ (3 Bände), B. G. Teubner, Leipzig 1908, 1909, Springer Berlin 1928
- „Gesammelte mathematische Abhandlungen“ (3 Bände), Julius Springer Verlag, Berlin 1921, 1922 und 1923
- „Vorlesungen über die Entwicklung der Mathematik im 19. Jahrhundert“ (2 Bände), Julius Springer Verlag, Berlin 1926 und 1927